# Бернардо Бертолуччі
Берна́рдо Бертолу́ччі (італ. Bernardo Bertolucci [berˈnardo bertoˈluttʃi]; 16 березня 1940, Парма, Емілія-Романья, Італія — 26 листопада 2018, Рим) — італійський кінорежисер та сценарист.

## Біографія

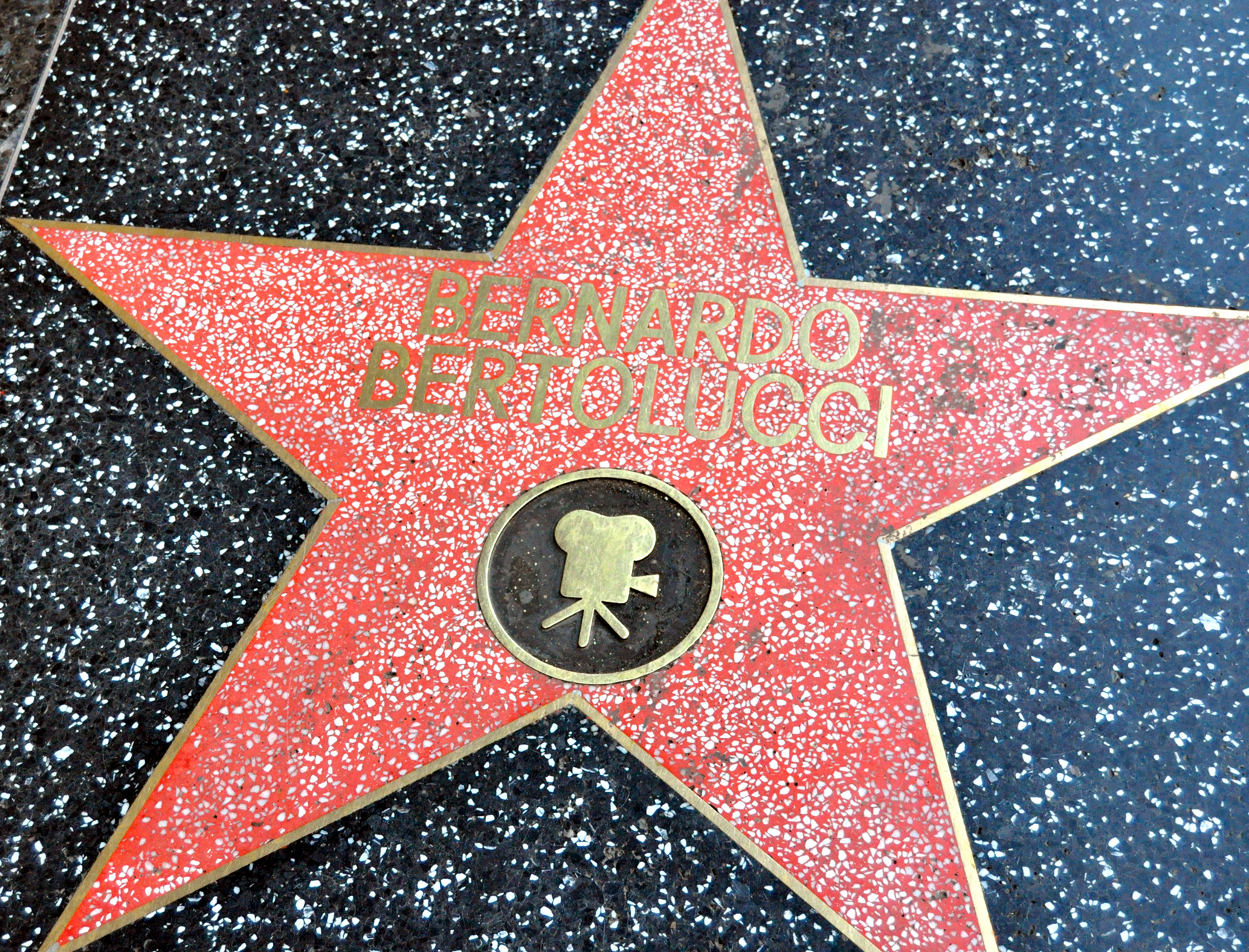
Зірка Бертолуччі на голлівудській «Алеї слави»

Народився 16 березня 1940 року (у західних ЗМІ та на довідкових сайтах часто роком народження вказується 1941-й) в Італії, у місті Парма в регіоні Емілія-Романья на Півночі Італії.
Бертолуччі народився в сім'ї поета і вчительки та був вихований у літературно-мистецькій атмосфері. Батько Бернардо, Аттіліо Бертолуччі (італ. Attilio Bertolucci), товаришував із відомим італійським письменником і кінорежисером П'єром Паоло Пазоліні (1922—1975). Пазоліні запросив Бернардо бути асистентом на своєму першому повнометражному ігровому фільмі «Аккатоне» (1961). Роком пізніше Бертолуччі зняв власний повнометражний ігровий дебют про мешканців римського дна «Кістлява кума» (італ. La commare secca) за сценарієм і в стилістиці свого учителя.
Вивчав літературу в Римському університеті. У 1964 році вийшла картина Бертолуччі «Перед революцією». Потім він поставив за повістю Федора Достоєвського «Двійник» фільм «Партнер» (1968), де відверто простежується ідейна двоїстість головного героя. Логічним продовженням цієї проблематики став наступний фільм Бертолуччі «Конформіст» (Il conformista, 1970), який був визнаний критиками шедевром світового кіно. Психологічна драма «Останнє танго в Парижі» (Ultimo tango a Parigi, 1972) номінувалась на премію Американської кіноакадемії в категоріях «кращий режисер» і «кращий виконавець головної ролі».
Хоча фільм «Останнє танго в Парижі» (Ultimo tango a Parigi, 1972) був високо оцінений критиками та приніс Бертолуччі міжнародне визнання, з часом навколо нього виник гучний скандал, пов'язаний з етикою зйомок. У 2007 році Марія Шнайдер, виконавиця головної жіночої ролі, в інтерв’ю Daily Mail розповіла, що один із найвідоміших епізодів фільму — сцена сексуального насильства з використанням вершкового масла — не був попередньо узгоджений із нею. За словами актриси, деталі сцени були тримані в таємниці до моменту зйомки, що призвело до сильного емоційного потрясіння. Вона заявила, що почувалася приниженою і “зґвалтованою — і морально, і фізично”.
У 2013 році в інтерв'ю Бертолуччі підтвердив, що сцена дійсно не обговорювалася з Шнайдер заздалегідь, оскільки він та Марлон Брандо «хотіли, щоб вона реагувала не як актриса, а як дівчина». Ці слова викликали хвилю критики в суспільстві, а також засудження з боку акторської спільноти. Поведінка режисера була сприйнята як етичне порушення, що призвело до переосмислення його спадщини в контексті сучасного дискурсу про згоду і права акторів на знімальному майданчику.
Марія Шнайдер протягом багатьох років після зйомок у фільмі стикалася з психологічними труднощами, депресією та залежністю, а сама участь у «Останньому танго в Парижі» негативно вплинула на її подальшу кар’єру. Вона неодноразово заявляла, що шкодує про участь у цьому проєкті, і що саме досвід на зйомках став для неї травматичним.
Важливим етапом творчості режисера стала епічна фреска «Двадцяте сторіччя»  (Novecento, 1976) про боротьбу селянства за свої права від початку XX ст. до завершення Другої світової війни.
Історична драма «Останній імператор» (L'ultimo imperatore 1987) відзначена дев'ятьма преміями «Оскар». Фільм «Під покровом небес» (Il tè nel deserto, 1990), поставлений за однойменним романом Пола Боулза, приніс премію «Золотий глобус» композиторам Рюїчї Сакамото і Річарду Горовіцу. Новим етапом у творчості режисера стали зйомки «Маленького будди» (1994) з Кіану Рівзом у головній ролі і «Вислизаючої краси» (1996) з Лів Тайлер, Джеремі Айронсом та Жаном Маре, що підтвердили славу Бернардо Бертолуччі як одного з найкращих режисерів сучасного кіно.
Творчість культового режисера була відзначена престижними кінематографічними нагородами: крім премій «Оскар» 1987 року, він був володарем «Срібної стрічки» (1973), «Золотого глобусу» (1988), премії БАФТА (1989) та Берлінського міжнародного кінофестивалю (1970), лауреатом Венеційських кінофестивалів 1997 та 2007 років. У 2011 році Бертолуччі отримав почесний приз Каннського кінофестивалю, у 2013 році був удостоєний зірки на голлівудській Алеї слави (США).
У 2014 році на XIV-му саміті лауреатів Нобелівської премії миру, що проходив у Римі, Бернардо Бертолуччі був відзначений Премією миру (англ. Peace Summit Award) за внесок у царині прав людини.
У 2003 році Бернардо Бертолуччі була проведена невдала операція з видалення міжхребцевої грижі, після якої він понад 10 років провів у інвалідному візку. Помер від раку 26 листопада 2018 року в Римі.

## Родина
- Старший брат — Джованні, продюсер
- Молодший брат — Джузеппе Бертолуччі (італ. Juseppe Bertolucci; 27 лютого 1947, Парма — 16 червня 2012, Дізо) — кінорежисер, драматург та письменник
- Перша дружина — Адріана Асті (італ. Adriana Asti; нар. 30 квітня 1933, Мілан) — акторка (шлюб з 1967 по 1972 роки)
- Друга дружина — Клер Пеплоу[en] (нар. 1942) — режисерка

## Фільмографія
| Рік  | Назва                                                                     | Виступає як | Виступає як | Виступає як | Примітки |
| Рік  | Назва                                                                     | Режисер     | Сценарист   | Продюсер    | Примітки |
| ---- | ------------------------------------------------------------------------- | ----------- | ----------- | ----------- | --- |
| 1962 | Кістлява кума (італ. La commare secca)                                    | Так         | Так         | Ні          | В СРСР демонструвався під назвою «Кістлява смерть» (рос. Костлявая смерть) |
| 1964 | Перед революцією (італ. Prima della rivoluzione)                          | Так         | Так         | Ні          | |
| 1966 | Il canale                                                                 | Так         | Так         | Ні          | Документальний короткометражний |
| 1967 | How to Win a Billion… and Get Away with It                                | Ні          | Так         | Ні          | |
| 1968 | Партнер (італ. Partner)                                                   | Так         | Так         | Ні          | Номінація Золотий лев |
| 1968 | Одного разу на Дикому Заході (італ. C'era una volta il West)              | Ні          | Так         | Ні          | Фільм режисера Серджо Леоне |
| 1969 | Любов і лють (італ. Amore e rabbia)                                       | Так         | Так         | Ні          | Епізод «Агонія» Номінація — Золотий ведмідь |
| 1970 | Конформіст (італ. Il conformista)                                         | Так         | Так         | Ні          | Номінація Премія «Оскар» за найкращий адаптований сценарій Номінація — Золотий ведмідь |
| 1970 | Стратегія павука (італ. La strategia del ragno)                           | Так         | Так         | Ні          | |
| 1971 | La salute è malata                                                        | Так         | Ні          | Ні          | Документальний короткометражний |
| 1972 | Останнє танго в Парижі (італ. Ultimo tango a Parigi)                      | Так         | Так         | Ні          | Номінація — Премія «Оскар» за найкращу режисерську роботу Номінація — Directors Guild of America Award for Outstanding Directing — Feature Film\|Directors Guild of America Award for Outstanding Directing in Motion Pictures Номінація — Премія «Золотий глобус» за найкращу режисерську роботу |
| 1976 | Двадцяте століття (італ. Novecento)                                       | Так         | Так         | Ні          | |
| 1979 | Місяць (італ. La Luna)                                                    | Так         | Так         | Ні          | |
| 1981 | Трагедія смішної людини (італ. La tragedia di un uomo ridicolo)           | Так         | Так         | Ні          | Номінація — Золота пальмова гілка |
| 1984 | L'addio a Enrico Berlinguer                                               | Так         | Так         | Ні          | Документальний |
| 1987 | Останній імператор (італ. L'ultimo imperatore)                            | Так         | Так         | Ні          | Премія «Оскар» за найкращу режисерську роботу Премія «Оскар» за найкращий адаптований сценарій Премія БАФТА за найкращий фільм Премія «Сезар» за найкращий фільм іноземною мовою Премія «Давид ді Донателло» за найкращу режисерську роботу David di Donatello for Best Screenplay Directors Guild of America Award for Outstanding Directing — Feature Film Премія «Золотий глобус» за найкращу режисерську роботу Премія «Золотий глобус» за найкращий сценарій Номінація — Премія БАФТА за найкращу режисерську роботу |
| 1989 | 12 registi per 12 città                                                   | Так         | Ні          | Ні          | Документальний Segment: Bologna |
| 1990 | Розколоте небо (англ. The Sheltering Sky)                                 | Так         | Так         | Ні          | Номінація — Премія «Золотий глобус» за найкращу режисерську роботу |
| 1993 | Маленький Будда (англ. Little Buddha)                                     | Так         | Так         | Ні          | |
| 1996 | Вислизаюча краса (італ. Io ballo da sola)                                 | Так         | Так         | Ні          | Номінація — Премія «Давид ді Донателло» за найкращу режисерську роботу Номінація — Золота пальмова гілка |
| 1998 | Обложені (італ. L'assedio))                                               | Так         | Так         | Ні          | Номінація — Премія «Давид ді Донателло» за найкращу режисерську роботу |
| 2001 | The Triumph of Love                                                       | Ні          | Так         | Так         | |
| 2002 | На десять хвилин старший: Віолончель (англ. Ten Minutes Older: The Cello) | Так         | Так         | Ні          | Епізод «Історія води» |
| 2003 | Мрійники (англ. The Dreamers)                                             | Так         | Ні          | Ні          | |
| 2012 | Ти і я (італ. Io e te)                                                    | Так         | Так         | Ні          | Номінація — Премія «Давид ді Донателло» за найкращий фільм Номінація — Премія «Давид ді Донателло» за найкращу режисерську роботу Номінація — David di Donatello for Best Screenplay |
| 2021 | The Echo Chamber                                                          | Ні          | Так         | Так         | |